# Maire (Localité des Pays-Bas)
Pour les articles homonymes, voir Maire (homonymie).
Maire est une ancienne commune néerlandaise de la province de Zélande, dont le territoire fait aujourd'hui partie de la commune de Reimerswaal.
Le village initial de Maire a été inondé et est disparu en 1530 lors de l'inondation de la Saint-Félix. Il était situé sur l'île de Zuid-Beveland, au nord-ouest de Rilland. En 1694, une partie du territoire perdu fut regagné sur la mer par poldérisation, le Mairepolder. Par la suite, en 1773, on reconquit l'endroit de l'ancien village en endiguant le Reigersbergsche polder.
De 1811 à 1816, Maire était une commune indépendante. Dès 1816, la commune est supprimée et rattaché à Rilland, lors de la création de cette commune à partir de celle de Rilland en Bath. Lorsque le blason de Maire a été validé comme blason de commune, le 31 juillet 1817, la commune n'existait déjà plus.

## Source
- (nl) Cet article est partiellement ou en totalité issu de l’article de Wikipédia en néerlandais intitulé « Maire (Zeeland) » (voir la liste des auteurs).